# Fritz Dennerlein
Federico Dennerlein –conocido como Fritz Dennerlein– (Portici, 14 de marzo de 1936-Nápoles, 3 de octubre de 1992) fue un deportista italiano que compitió en natación. Ganó dos medallas en el Campeonato Europeo de Natación de 1958.

## Palmarés internacional
| Campeonato Europeo | Campeonato Europeo | Campeonato Europeo | Campeonato Europeo |
| Año                | Lugar              | Medalla            | Prueba             |
| ------------------ | ------------------ | ------------------ | ------------------ |
| 1958               | Budapest (Hungría) | Medalla de plata   | 4 × 200 m libre    |
| 1958               | Budapest (Hungría) | Medalla de bronce  | 4 × 100 m estilos  |